# 캐롤 (소설)
《캐롤》(영어: Carol)은 퍼트리샤 하이스미스의 1952년 장편 로맨스소설이다. 두 여인의 금기된 사랑이라는 파격적인 소재를 다루고 있다. 제2차 세계대전 직후 1950년대 미국이라는 시대적 배경에서 사랑이 무엇을 의미하는지 알려 하고, 이윽고 삶을 변화시키는 두 여성의 이야기다. 처음 출판될 때에는 레즈비언 소설가로 여겨지길 원치 않았던 작가가 '클레어 모건(Claire Morgan)'이라는 필명으로 《소금의 값》(The Price of Salt)라는 제목을 붙여 출간하였다. 그러나 1990년 작가 자신이 본래 붙이고 싶었던 제목이라는 《캐롤》로써 재출간되었다. 대한민국에는 그책에서 '캐롤'이라는 제목으로 김미정 번역으로 출간되었다. 2015년 토드 헤인스 연출, 케이트 블란쳇, 루니 마라 주연의 영화로 제작되었다.